# 历史制度主义
历史制度主义（Historical institutionalism, HI）是一种新制度主义社会科学方法，强调时间、顺序和路径依赖如何影响制度，并塑造社会、政治、经济行为和变化。与功能主义理论和一些理性选择方法不同，历史制度主义倾向于强调许多结果都是可能的，小事件和侥幸可能会产生大后果，行动一旦发生就很难逆转，而且结果可能是低效的。由于与路径依赖相关的问题，关键时刻可能会引发难以逆转的事件。历史制度主义者倾向于关注历史（更长的时间范围）来理解特定事件发生的原因。
“历史制度主义”一词在1990年代初开始出现在出版物中，尽管它在1980年代末已被使用。最广泛引用的历史制度主义学者包括彼得·霍尔（Peter Hall）、保罗·皮尔森（Paul Pierson）、西达·斯克普尔、道格拉斯·诺斯和凯瑟琳·塞伦（Kathleen Thelen）。历史制度主义学术著作同时使用了社会学和理性主义方法。由于关注涉及因果复杂性的事件（等结果性、复杂的交互作用和路径依赖），历史制度主义著作倾向于采用详细的比较案例研究。

## 历史
历史制度主义可以追溯至韦伯、迪韦尔热、托克维尔等的作品。但随着二战之后行为主义的兴起，制度主义在政治学中的影响日微。由于获取政治态度、选举情况和议会投票的大数据集成和调查研究为可能，加之计算机技术使得这些数据的统计分析更加便利，大部分政治学者在20世纪60年代放弃了对历史和制度结构的研究。然而，在间断十几年以后，历史制度主义在20世纪70年代再度出现，并显示出更具分析性和认识论色彩的新特征，并在八九十年代蓬勃发展。

## 概论
凯瑟琳·塞伦和斯文·斯坦莫将新制度主义与“旧制度主义”进行了对比，“旧制度主义”主要关注制度的详细叙述，而很少关注比较分析。因此，旧制度主义对于比较研究和解释理论毫无帮助。当学者们越来越多地强调机构的正式规则和行政结构如何不能准确描述行为者的行为和政策结果时，这种“旧制度主义”开始失效。
诸如卡尔·波兰尼的《大转型》、西达·斯科波尔的《国家与社会革命》、菲利普·施密特的《仍然是法团主义的世纪？》、巴林顿·摩尔的《独裁与民主的社会起源》以及埃文斯、鲁斯切迈耶和斯科波尔的《让国家回归》等作品被描述为历史制度主义的先驱。
历史制度主义是福利国家研究的主要方法。在国际关系领域，约翰·伊肯伯里的《胜利之后》和亚伯拉罕·纽曼的《隐私保护者》是历史制度主义的杰出著作。

## 理论
与古典自由主义者、古典马克思主义者、经验主义者、辩证思想家和实证主义者等不同，历史制度主义者并不认为历史必然以直接、线性的方式发展。相反，他们研究的是遵循特定轨迹而不是其他轨迹的条件，加布里埃尔·阿尔蒙德将这种现象称为“历史治愈”。因此，弄清楚为什么没有采取特定路径与弄清楚历史的实际轨迹同样重要。
与旧的制度主义者的假设相反，他们认为，历史不一定会带来某种必然的结果。历史制度主义也倾向于拒绝功能主义对制度的解释。因此，他们对从机构功能倒推到机构起源的解释持怀疑态度。历史制度主义者倾向于将制度创建背后的起源视为冲突和争论的结果。冲突和争论会被锁定并持续存在，甚至导致制度的环境发生变化。

### 制度稳定机制

#### 路径依赖
路径依赖的概念对于历史制度主义分析至关重要。由于路径依赖，即使在制度导致次优安排的情况下，制度也可能具有相当大的稳定性和“粘性”。路径依赖意味着“关键时刻”的结果会触发消极或积极的反馈机制，从而强化未来特定模式的重现。因此，一旦选择了某条路径，路径依赖就使得逆转变得更加困难，因为从该路径切换的成本会增加。这些路径可能会导致效率低下的结果，但由于进行大规模检修所涉及的成本，它们仍然持续存在。一个例子是QWERTY键盘布局，它在19世纪有效地帮助打字机防止卡纸，并在20世纪的计算机键盘中得到应用。然而，QWERTY键盘并非计算机键盘中最高效者，但由于检修计算机键盘所涉及的成本，这种键盘布局随着时间的推移一直保留下来。保罗·皮尔森认为，以下因素有助于制度稳定：
- 设置成本高：参与者可能会坚持现有机构，因为创建新机构需要大量设置成本
- 学习效果：参与者可能会坚持现有机构，因为了解新机构的程序和流程的成本很高
- 协调效应：参与者可能会坚持现有机构，因为协调多个参与者创建新机构太复杂
- 适应性预期：参与者可能会在一个机构上花费资源而不是另一个机构，因为它可能会留下来或成为主导机构

这些因素意味着行为者投入了资源来发展某些特定于机构的技能，并且不太可能将资源花费在替代机构上。

#### 时间序列
历史制度主义中的时间序列很重要：结果取决于与特定的内部制度配置（例如官僚专业水平或相对于阶级力量的国家自治程度）相关的外生因素（例如国家间竞争或经济危机）的时间安排。例如，西达·斯科波尔认为，英国内战的民主结果是由于相对较弱的英国王室缺乏对抗地主上层阶级的军事能力导致的。相比之下，普鲁士在面临国际安全威胁时迅速工业化和法西斯主义崛起，是因为普鲁士国家是一个由“与地主关系密切的人”组成的“高度官僚化和集权的农业国家”。
托马斯·埃尔特曼在他对中世纪和近代早期欧洲国家建设的论述中认为，这一时期欧洲建立的政权类型的变化可以追溯到一个宏观国际因素和两个历史制度因素。在宏观结构层面，“持续地缘政治竞争开始的时机”造成了一种不安全的气氛，而巩固国家权力似乎是最好的解决办法。竞争开始的时机对于埃尔特曼的解释至关重要。由于现代官僚技术的发展尚未到来，早期面临竞争压力的国家不得不通过世袭结构进行巩固。另一方面，后来面临竞争压力的国家可以利用培训和知识方面的进步来促进更加以技术为导向的公务员队伍。

#### 锁定效应
历史制度主义的一个重要因素是，它可能通过政策反馈、“锁定”效应和粘性巩固某些权力分配或增加权力不对称。例如，法国因其在二战结束时的权力和地位而拥有联合国安理会常任理事国席位，但如果几十年后重新设计联合国安理会，法国很可能无法获得常任理事国席位。

### 制度变迁机制
历史制度主义者将战争和革命等重大冲击视为导致制度变迁的重要因素，因为这些冲击会产生“关键时刻”，从而产生某些路径依赖性。约翰·伊肯伯里（John Ikenberry）关于国际秩序的著作是这方面的一个著名论述，该著作认为，在重大战争之后，主导大国建立了有利于其利益的世界秩序。除了冲击之外，历史制度主义者还发现了许多微妙地导致制度变迁的因素。这些包括：
- 分层（Layering）：将新规则移植到旧规则上
- 置换（Displacement）：相关行为者离开现有机构并前往新的或替代机构
- 转换（Conversion）：旧规则被重新解释和重定向，以适用于新的目标、功能和目的
- 漂移（Drift）：由于社会条件的变化，旧规则无法适用于其预期的情况
- 疲惫（Exhaustion）：一个机构过度扩张，以至于没有能力实现其目标并最终崩溃

作为这些微妙变化的一部分，可能会出现普遍不遵守机构正式规则的情况，从而引发变革。组成该机构的社会联盟之间的权力平衡也可能发生变化。

## 变体
根据制度驱动力的主体，历史制度主义存在三种变体。一些学者从顶端出发，把制度建立和发展过程中的能动性归因于总统、法官、高级行政官员以及为制度改革提出建议的知识分子和商业精英，另一些学者认为普罗大众尤其是受到一系列观点、价值、不满所激发的社会运动和社会团体，才是制度建设、变迁与破坏的推手。第三种学者认为，必须通过互动路径对国家与社会背景下行动者的观念、利益和行为展开分析。

## 评论
历史制度主义不是一个统一的流派。一些学者倾向于将历史视为基于均衡思想的理性和有目的的行为的结果（见理性选择理论）。他们严重依赖定量方法和形式理论。其他更注重定性的学者则拒绝理性的观点，转而强调随机性和偶然性对政治和社会结果至关重要的观点。两种方法之间存在无法解决的认识论差异。然而，考虑到这两种方法的历史性，并考虑到它们对制度的关注，两者都可以归入“历史制度主义”的范畴。
蒙克认为，强调关键时刻作为原因的著作有两个问题。第一，事件原因可以不断地在时间上进一步推后。第二，如何论证遥远的非重复事件导致了更晚的事件的。
社会学制度主义者和观念学者批评了采用唯物主义和理性主义本体论的历史制度主义版本。使用观念方法的学者认为，制度变迁发生在制度被认为失败的时期（例如经济危机期间）或不确定的时期，因为这为思想交流和制度变迁的接受创造了空间。亨利·法雷尔、玛莎·芬尼莫尔、马克·布莱斯、奥德尼·赫尔加多蒂尔和威廉·克林等政治学家认为，随着时间的推移，历史制度主义倾向于更多地关注理性选择制度主义，而不是社会学制度主义。文森特·普利奥特（Vincent Pouliot）同样写道，“软的理性选择理论……体现了大多数版本的[历史制度主义]。”根据迈克尔·祖恩的说法，历史制度主义“缺乏行动理论”。
芭芭拉·格迪斯（Barbara Geddes）认为历史制度主义研究中常见的路径依赖论点存在方法论上的局限性，因为很难排除对拟议结果的不同解释，也很难准确识别一个或另一个所谓的关键时刻。

## 区别
谢普斯勒（Kenneth A.Shepsle）提出，理性选择制度主义“建立在抽象、简化、精确分析以及从基本公理得出清晰线索的主张上”，对互动博弈的关注，使其注意力转向数学和经济学；而历史制度主义则建立在大量经验描述和归纳推理的基础上，对制度建构、维系和后果的关注，使其注意力转向历史学和哲学。历史制度主义更看重长时段下的制度生存能力及其广泛影响；理性选择制度主义更关注的是，为实现自我利益最大化的个体设定特定的历史时刻。